# Syd van der Vyver
Syd van der Vyver (1 de junho de 1920 – 20 de agosto de 1989) foi um automobilista sul-africano que participou do Grande Prêmio da África do Sul de 1962 de Fórmula 1.